# نجمة عشتار

نجمة عشتار

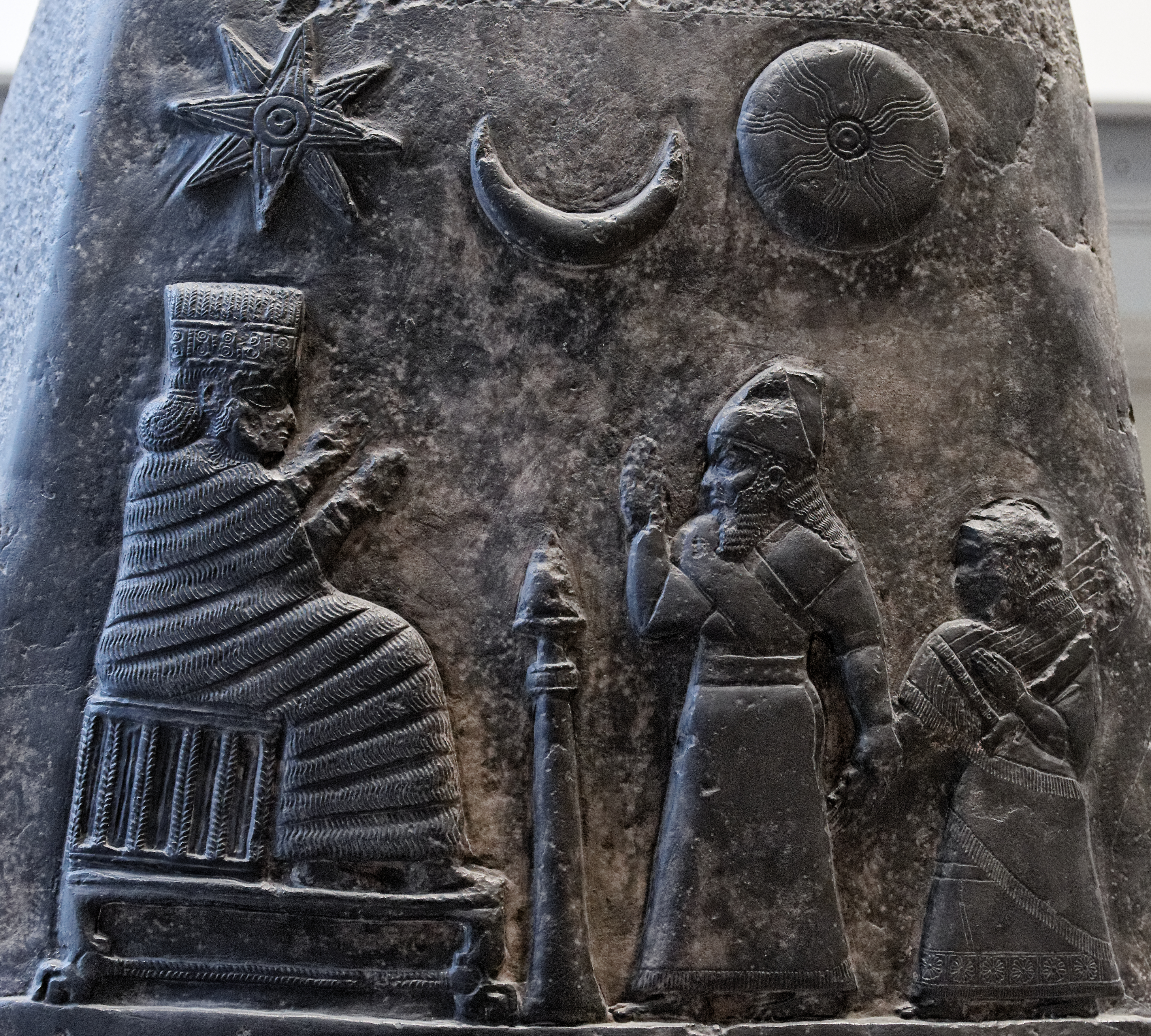
تصوير لنجمة عشتار (يسار) على كودورو لميلي شيباك الثاني (القرن 12 قبل الميلاد).

نجمة عشتار أو نجمة إنانا وهي رمز سومري قديم للاله إنانا ونظيرتها في اللغات السامية الشرقية عشتار. إلى جانب الأسد، هو أحد الرموز الأساسية لعشتار. لأن عشتار كانت مرتبطًه بكوكب الزهرة، ويُعرف النجم أيضًا باسم نجم الزهرة.

## نبذه تاريخية
نجمة عشتار عبارة عن نجمة ثمانية، واحياناً يختلف عدد الاطراف. واحياناً تكون سداسية ولكن معانيها الرمزية غير معروفة. وهي الرمز الأكثر شيوعًا لإنانا. لاحقاً، أصبح الرمز الأكثر شيوعًا للإلهة عشتار، ونظيرتها إنانا في اللغات السامية الشرقية. كانت مرتبطة ارتباطًا عامًا بالسماء، ولكن بحلول العصر البابلي القديم، أصبحت مرتبطة بشكل خاص بكوكب الزهرة، والذي تم تحديد عشتار به. بدءًا من هذه الفترة نفسها، عادةً ما كان نجم عشتار مغلقًا داخل قرص دائري.
لاحقاً، تم تمييز العبيد الذين عملوا في معابد عشتار بخاتم النجمة الثمانية أحيانًا. واستخدم ايضاً في كودورو والأختام الاسطوانية، ويظهر نجوم مثمنة في بعض الأحيان إلى جانب هلال، الذي كان رمزا للخطيئة، إله القمر، وقرص الشمس، التي كانت رمزا لشمش إله الشمس.
وكانت الوردة رمزًا مهمًا آخر لعشتار والتي كانت تنتمي في الأصل إلى إنانا. خلال العصر الآشوري الجديد، واحياناً تكون الوردة قد طغت بالفعل على النجمة الثمانية وأصبحت الرمز الأساسي لعشتار. تم تزيين معبد عشتار في مدينة آشور بالعديد من الوريدات.

## علم العراق

العلم العراقي 1959-1963.

شعار العراق، وتظهر نجمة عشتار (يسار) وشمش (يمين)

تم دمج نسخة مبسطة بأشعة حمراء ومركز أصفر في العلم العراقي في فترة حكم عبد الكريم قاسم 1959-1963. كما ظهرت في تركيبة مع شمس شمش على الشعار الوطني للعراق من 1959-1965.